# Lista de prefeitos de Mutuípe
Esta lista de prefeitos do município de Mutuípe compreende todas as pessoas que já chefiaram o poder executivo da cidade. Mutuípe é um município localizado no estado da Bahia, com sua emancipação política tendo ocorrido em 12 de outubro de 1926. O cargo já foi assumido por 18 diferentes pessoas, sendo que Clélia Chaves Rebouças e Luís Carlos Cardoso foram os prefeitos com mais mandatos, totalizando 3 para cada. Além disso, Clélia foi a única mulher que a cidade já teve como prefeita.
A prefeitura do município é sediada em um edifício localizado na Praça Otávio Mangebeira, no Centro da cidade.
O cargo de prefeito no Brasil, foi criado em 11 de abril de 1835, pela assembleia provincial paulista, em reação aos amplos poderes conferidos pelo Código de Processo Criminal de 1832 às câmaras municipais. Seguiram o exemplo paulista seis províncias do nordeste brasileiro (Alagoas, Ceará, Maranhão, Paraíba, Pernambuco e Sergipe).
Sob a vigente ordem constitucional, essa designação é dada ao funcionário público do Poder Executivo municipal, que exerce seu cargo em função de uma legislatura (mandato), sendo para tanto eleito a cada quatro anos, podendo ser reeleito por mais 4 anos (segundo mandato).
Funções
O poder executivo municipal chefia a administração e comanda os serviços públicos, tendo como comandante o prefeito.
A partir da constituição brasileira de 1934, o cargo de prefeito passou a ser o único, em todo o Brasil, ao qual estão atribuídas as funções de chefe do poder executivo do governo local, em simetria aos chefes dos executivos da União e do estado, portanto, em forma monocrática. Este texto quer dizer que deverá haver harmonia e integração de ação entre as esferas envolvidas sem a intervenção de uma na outra, exceto nos casos previstos na Constituição Federal.
Eleições
O prefeito é eleito por sufrágio universal, secreto, direto, em pleito simultâneo em todo o País, realizado a cada quatro anos, no primeiro domingo de outubro.
E trinta dias após tem lugar o segundo turno, se o eleito em primeiro lugar não atingir 50% dos votos válidos mais um voto, no caso de municípios com mais de duzentos mil eleitores.
Conforme a legislação eleitoral atual no Brasil para tornar-se elegível, exige-se uma série de requisitos;
- Possuir nacionalidade brasileira ou portuguesa (neste caso, o cidadão português deve se encontrar amparado pelo Estatuto de Igualdade entre Portugueses e Brasileiros),
- Título de eleitor em dia e estar em gozo pleno do exercício dos direitos políticos,
- Domicilio eleitoral na circunscrição na qual o candidato se apresenta,
- Filiação partidária,
- Ser alfabetizado (tópico invalidado pela atual constituição brasileira de 1988),
- Desincompatibilização de cargo público — Se ocupa um cargo público deve sair seis meses antes das eleições e voltar caso possa só após seis meses ao pleito eleitoral,
- Renúncia de outro mandado até seis meses antes do pleito e não ser parente afim ou consangüíneo, até segundo grau, ou cônjuge de titular de cargo eletivo; pode, entretanto, ser candidato à reeleição (artigo 14 da Constituição),
- Ter idade mínima de 21 anos.

O atual prefeito é João Carlos Rauedys, que está no cargo desde de 1° de janeiro de 2025.
| Nº | Nome                                                    | Imagem | Partido | Período do Mandato                              | Vice-prefeito                  | Observações                                                 | Notas e Referências |
| 1  | Bartolomeu Antero Chaves                                |        |         | 1926 - 1931 ou 1932                             |                                | Primeiro intendente da cidade                               | [ 2 ]               |
| 2  | Bernardo Leal Sampaio                                   |        |         | 1932 - 1935 ou 1936                             |                                |                                                             | [ 2 ]               |
| 3  | Francisco Xavier da Costa                               |        |         | 1936 - 1941 ou 1942                             |                                |                                                             | [ 2 ]               |
| 4  | Rodolfo Gil Rebouças                                    |        |         | 1942 - 1945 ou 1946                             |                                |                                                             | [ 2 ]               |
| 5  | Anibal Vasconcelos                                      |        |         | 1946 - 1946 ou 1947                             |                                |                                                             | [ 2 ]               |
| 6  | Moisés de Andrade Souza                                 |        | PSD     | 1947 - 1950 ou 1951                             |                                |                                                             | [ 2 ] [ 6 ]         |
| 7  | Julival Pires Rebouças                                  |        | PSD     | 1951 - 1954 ou 1955                             |                                | Prefeito eleito em sufrágio universal                       | [ 2 ] [ 7 ]         |
| 8  | Mário de Matos Rocha                                    |        |         | 1955 - 1958 ou 1959                             |                                |                                                             | [ 2 ]               |
| 9  | Otávio Francisco de Sousa                               |        | PSD     | 1959 - 1962 ou 1963                             |                                | Prefeito eleito em sufrágio universal                       | [ 2 ] [ 8 ]         |
| 10 | Mário de Matos Rocha                                    |        | PSD     | 1963 - 1966 ou 1967                             |                                | Prefeito eleito em sufrágio universal                       | [ 2 ] [ 9 ]         |
| 11 | Moisés Andrade Souza                                    |        | ARENA   | 1967 - 1970 ou 1971                             |                                | Prefeito eleito em sufrágio universal                       | [ 2 ] [ 10 ]        |
| 12 | Alberto Ferreira Mota                                   |        | ARENA   | 1971 - 1972 ou 1973                             |                                | Prefeito eleito em sufrágio universal                       | [ 2 ] [ 11 ]        |
| 13 | Clélia Chaves Rebouças                                  |        | ARENA   | 1973 - 1976 ou 1977                             |                                | Prefeito eleito em sufrágio universal                       | [ 2 ] [ 12 ]        |
| 14 | Pedro Alves da Silva                                    |        | ARENA   | 1977 - 1982 ou 1983                             | Alberto Xavier da Costa        | Prefeito eleito em sufrágio universal                       | [ 2 ] [ 13 ]        |
| 15 | Clélia Chaves Rebouças                                  |        | PDS     | 1983 - 1988 ou 1989                             | Elier dos Santos Rocha         | Prefeito eleito em sufrágio universal                       | [ 2 ] [ 14 ]        |
| 16 | Gilberto dos Santos Rocha                               |        |         | 1989 - 1992 ou 1993                             |                                |                                                             | [ 2 ]               |
| 17 | Clélia Chaves Rebouças                                  |        |         | 1993 - 31 de dezembro de 1996                   |                                |                                                             | [ 2 ]               |
| 18 | Gilberto dos Santos Rocha                               |        | PFL     | 1° de janeiro de 1997 - 31 de dezembro de 2000  |                                | Prefeito eleito em sufrágio universal                       | [ 15 ]              |
| 19 | Luís Carlos Cardoso da Silva (30.06.1966-)              |        | PT      | 1° de janeiro de 2001 - 31 de dezembro de 2008  |                                | Prefeito eleito em sufrágio universal                       | [ 16 ]              |
| 20 | Antonio Felipe Evangelista Neto (08.06.1966-20.02.2012) |        | PT      | 1° de janeiro de 2009 - 20 de fevereiro de 2012 | Celso Weber da Silva           | Prefeito eleito em sufrágio universal                       | [ 17 ]              |
| 21 | Celso Weber da Silva (24.05.1950-)                      |        | PT      | 20 de fevereiro de 2012 - 31 dezembro de 2012   | Nenhum                         | Vice-prefeito, assumiu após o falecimento do então prefeito | [ 18 ]              |
| 22 | Luís Carlos Cardoso da Silva (30.06.1966-)              |        | PT      | 1° de janeiro de 2013 - 31 de dezembro de 2016  | Francisco Barreto de Oliveira  | Prefeito eleito em sufrágio universal                       | [ 19 ]              |
| 23 | Rodrigo Maicon de Santana Andrade (07.10.1985-)         |        | MDB     | 1° de janeiro de 2017 - 31 de dezembro de 2024  | Roque Ramos dos Santos         | Prefeito eleito em sufrágio universal                       | [ 20 ]              |
| 24 | João Carlos Rauedys Cardoso da SIlva (03.08.1995-)      |        | PT      | 1° de janeiro de 2025 - em exercício            | Hugo Leonardo Sacramento Lopes | Prefeito eleito em sufrágio universal                       | [ 21 ]              |